# On the Run Tour
On the Run Tour fue la gira de estadios conjunta de la cantante pop y R&B Beyonce, con su marido el rapero Jay-Z, luego conocidos conjuntamente como The Carters. La gira conjunta se produjo poco después de que Beyoncé y Jay-Z hubiesen terminado sus propios tours en solitario; The Mrs. Carter Show World Tour (2013-2014) y la Magna Carter World Tour (2013-2014). El nombre de gira se extrae de la canción de 2013 «Part II (On the Run)», que se encuentra en el álbum de Jay-Z Magna Carta... Holy Grail, en el que cuenta con la colaboración de Beyoncé. El espectáculo se desarrolla en un entorno cinematográfico, para el cual el matrimonio grabó diferentes vídeos que usaron para el espectáculo. La gira fue un éxito en lo que se refiere a recaudaciones, ya que se consiguió vender las 832 769 entradas puestas a la venta, solo en Estados Unidos, generando unos ingresos de 109 610 198 de dólares.

## Repertorio
| 1. "'03 Bonnie & Clyde" 2. "Upgrade U" 3. "Crazy in Love" 4. "Show Me What You Got" 5. "Diamonds from Sierra Leone (Remix)" 6. "Niggas in Paris" 7. "Tom Ford" 8. "Run the World (Girls)" 9. "Flawless" 10. "Yoncé" 11. "Jigga My Nigga" 12. "Dirt off Your Shoulder" 13. "Naughty Girl" 14. "Big Pimpin'" 15. "Ring the Alarm" 16. "On to the Next One" 17. "Clique" 18. "Diva" 19. "Baby Boy" 20. "U Don't Know" 21. "Ghost" / "Haunted" 22. "No Church in the Wild" | 1. "Drunk in Love" 2. "Public Service Announcement" 3. "Why Don't You Love Me" 4. "Holy Grail" 5. "FuckWithMeYouKnowIGotIt" 6. "Beach Is Better" 7. "Partition" 8. "99 Problems" 9. "If I Were a Boy" 10. "Ex-Factor" 11. "Song Cry" 12. "Resentment" 13. "Love on Top" 14. "Izzo (H.O.V.A.)" 15. "I Just Wanna Love U (Give It 2 Me)" 16. "Single Ladies (Put a Ring on It)" 17. "Hard Knock Life (Ghetto Anthem)" 18. "Pretty Hurts" 19. "Part II (On the Run)" 20. "Young Forever" 21. "Halo" 22. "Lift Off" |

Referencia:
Notas
- Durante los conciertos en Paris, Nicki Minaj se unió a Beyoncé para interpretar el remix de "Flawless", en el que colabora la rapera.[2]

## Galería

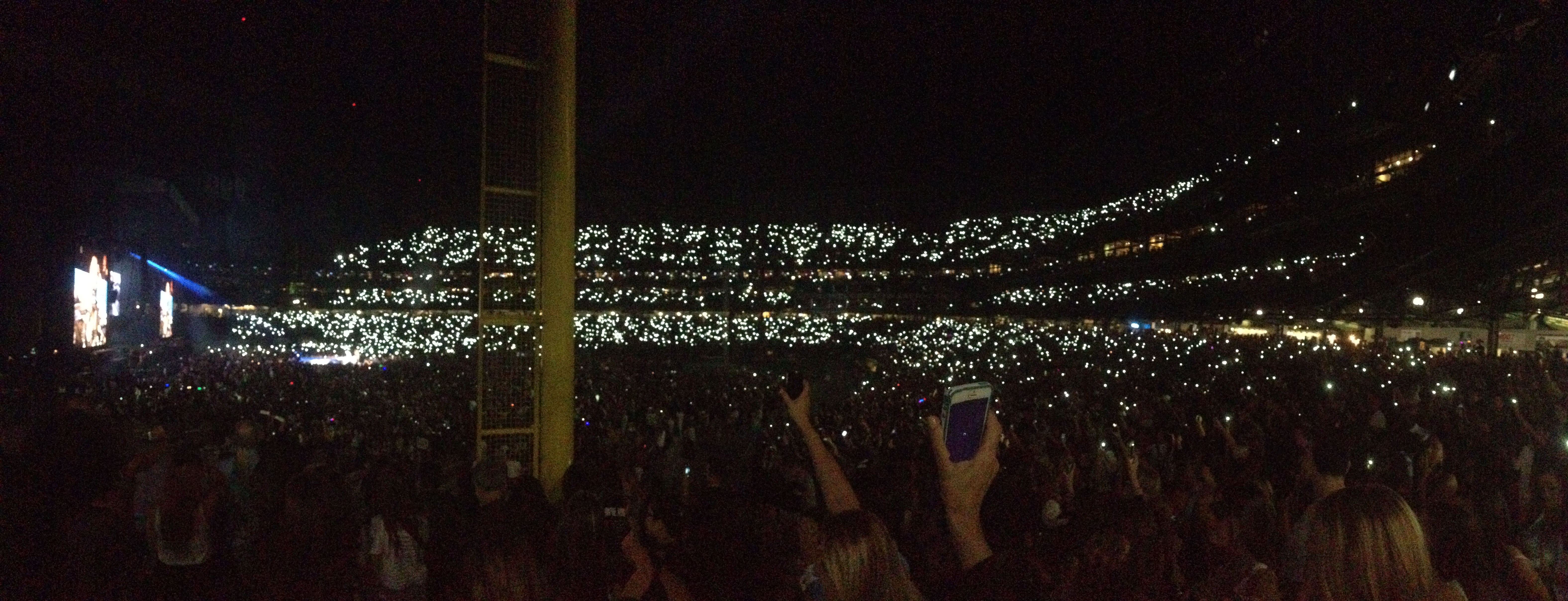
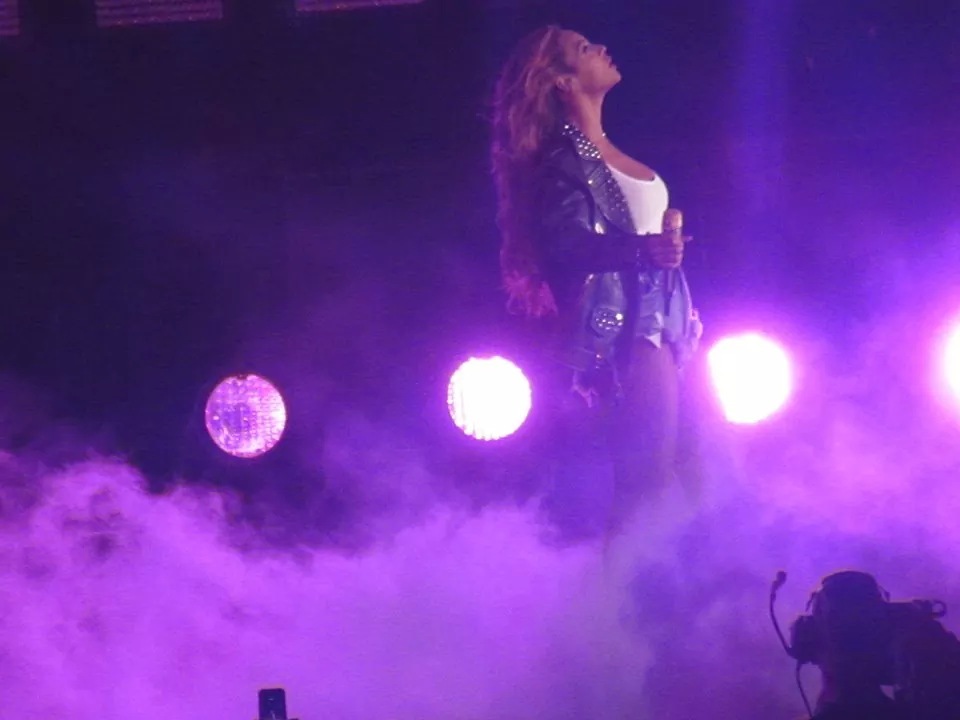
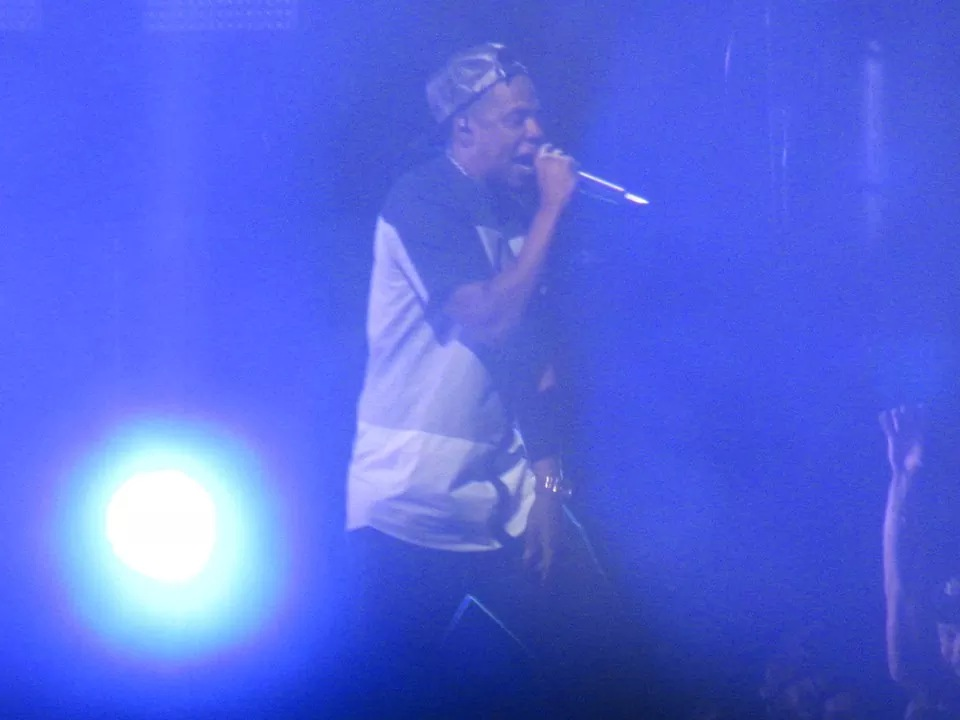
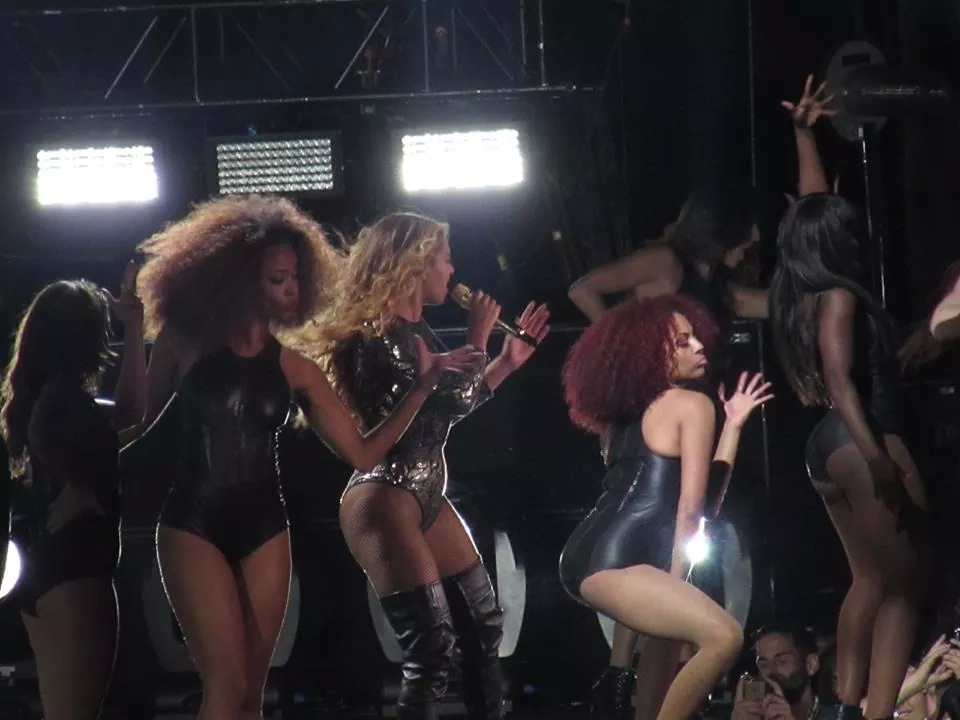
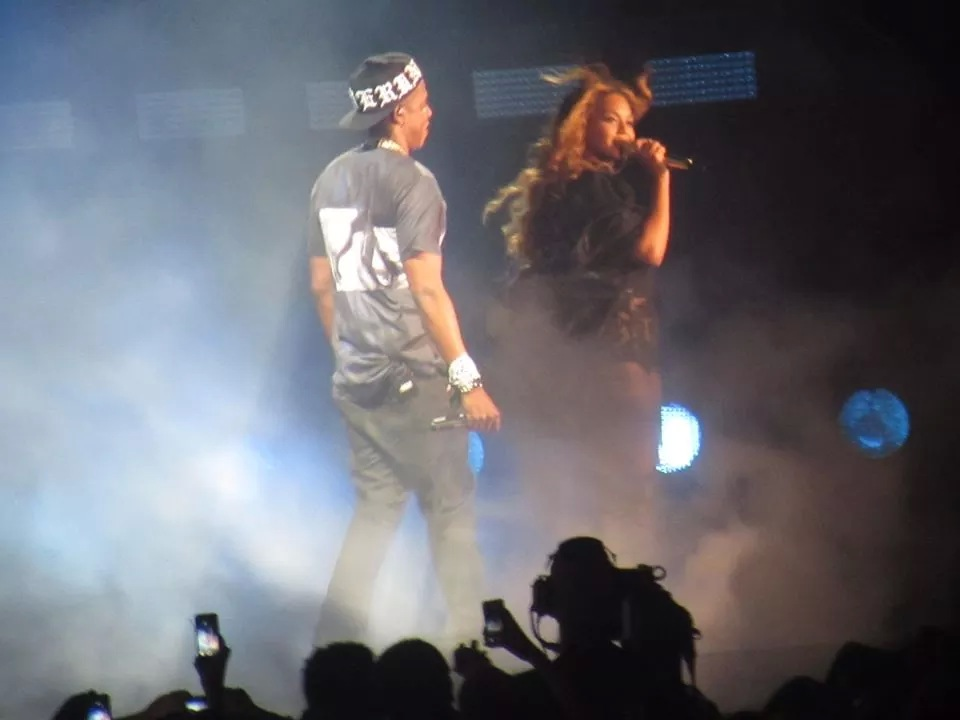

## Fechas
| Fecha                    | Ciudad          | País           | Recinto                  | Asistencia               | Ganancias    |
| ------------------------ | --------------- | -------------- | ------------------------ | ------------------------ | ------------ |
| América del Norte        |                 |                |                          |                          |              |
| 25 de junio de 2014      | Miami           | Estados Unidos | Estadio Sun Life         | 49,980 / 49,980 (100%)   | $5,450,026   |
| 28 de junio de 2014      | Cincinnati      | Estados Unidos | Great American Ball Park | 37,863 / 37,863 (100%)   | $4,250,931   |
| 1 de julio de 2014       | Foxborough      | Estados Unidos | Gillette Stadium         | 52,802 / 52,802 (100%)   | $5,738,114   |
| 5 de julio de 2014       | Filadelfia      | Estados Unidos | Citizens Bank Park       | 40,634 / 40,634 (100%)   | $5,141,381   |
| 7 de julio de 2014       | Baltimore       | Estados Unidos | M&T Bank Stadium         | 51,212 / 51,212 (100%)   | $5,016,036   |
| 9 de julio de 2014       | Toronto         | Canadá         | Rogers Centre            | 48,029 / 48,029 (100%)   | $4,943,390   |
| 11 de julio de 2014      | East Rutherford | Estados Unidos | MetLife Stadium          | 89,165 / 89,165 (100%)   | $11,544,187  |
| 12 de julio de 2014      | East Rutherford | Estados Unidos | MetLife Stadium          | 89,165 / 89,165 (100%)   | $11,544,187  |
| 15 de julio de 2014      | Atlanta         | Estados Unidos | Georgia Dome             | 48,938 / 48,938 (100%)   | $5,210,602   |
| 18 de julio de 2014      | Houston         | Estados Unidos | Minute Maid Park         | 40,103 / 40,103 (100%)   | $5,235,438   |
| 20 de julio de 2014      | Nueva Orleans   | Estados Unidos | Mercedes-Benz Superdome  | 42,374 / 42,374 (100%)   | $5,206,490   |
| 22 de julio de 2014      | Arlington       | Estados Unidos | AT&T Stadium             | 41,463 / 41,463 (100%)   | $5,050,479   |
| 24 de julio de 2014      | Chicago         | Estados Unidos | Soldier Field            | 50,035 / 50,035 (100%)   | $5,783,396   |
| 27 de julio de 2014      | Winnipeg        | Canadá         | Investors Group Field    | 29,542 / 29,542 (100%)   | $3,187,580   |
| 30 de julio de 2014      | Seattle         | Estados Unidos | Safeco Field             | 40,615 / 40,615 (100%)   | $4,339,642   |
| 2 de agosto de 2014      | Pasadena        | Estados Unidos | Estadio Rose Bowl        | 96,994 / 96,994 (100%)   | $10,993,245  |
| 3 de agosto de 2014      | Pasadena        | Estados Unidos | Estadio Rose Bowl        | 96,994 / 96,994 (100%)   | $10,993,245  |
| 5 de agosto de 2014      | San Francisco   | Estados Unidos | AT&T Park                | 73,020 / 73,020 (100%)   | $8,887,539   |
| 6 de agosto de 2014      | San Francisco   | Estados Unidos | AT&T Park                | 73,020 / 73,020 (100%)   | $8,887,539   |
| Europa                   |                 |                |                          |                          |              |
| 12 de septiembre de 2014 | París           | Francia        | Stade de France          | 147,012 / 147,012 (100%) | $13,631,722  |
| 13 de septiembre de 2014 | París           | Francia        | Stade de France          | 147,012 / 147,012 (100%) | $13,631,722  |
| Total                    | Total           | Total          | Total                    | 979,781 / 979,781 (100%) | $109,610,198 |